# Gary Valentine
Gary Joseph Knipfing (nacido el 22 de noviembre de 1961), conocido profesionalmente como Gary Valentine, es un actor y comediante estadounidense. Valentine es el hermano mayor del actor Kevin James. Interpretó a Danny Heffernan en The King of Queens (1998-2007), el primo de Kevin James (Doug Heffernan), a Kyle Gable en Kevin Can Wait (2016-2018), y ha aparecido en numerosas prudcciones de Happy Madison.

## Primeros años
Gary Joseph Knipfing nació en Mineola, Nueva York, de Janet, que trabajaba en el consultorio de un quiropráctico, y Joseph Valentine Knipfing, Jr., propietario de una agencia de seguros. Su familia es de ascendencia alemana y griega. Valentine tiene dos hermanos: Kevin George Knipfing, conocido como Kevin James, actor y comediante, y Leslie Knipfing. Gary y sus hermanos crecieron en la fe católica.

## Carrera
Valentine se inició en el mundo del espectáculo en el escenario de la comedia stand-up. Después de una aparición en el Festival de Comedia de Montreal, dejó su Nueva York natal para ir a Los Ángeles. Allí consiguió rápidamente lugares en varios programas de entrevistas, incluidos The Late Late Show with Craig Kilborn, Late Night with Conan O'Brien y The Tonight Show with Jay Leno. Ha encabezado clubes de comedia y teatros durante los últimos quince años.
Es mejor conocido por su papel de Danny Heffernan en The King of Queens, interpretando al primo del personaje principal Doug Heffernan (interpretado por su hermano en la vida real Kevin James) durante nueve temporadas. Valentine apareció en el programa de televisión Men of a Certain Age, que fue escrito y dirigido por Ray Romano y recibió elogios de la crítica. Antes de participar en la serie, protagonizó su propio especial de media hora en Comedy Central y presentó The X Show en FX.
En la pantalla grande, Valentine ha aparecido en Stuck on You y I Now Pronounce You Chuck and Larry. También tuvo un cameo en el documental Comedian de Jerry Seinfeld.
Más recientemente, hace apariciones ocasionales como comediante de mesa redonda en el show de E! Chelsea Lately y también participa en la serie web Dusty Peacock en Crackle.
Valentine realiza giras de comedia en clubes de todo el país. Ha sido un comediante invitado frecuente en programas como Comics Unleashed y el show de E! Chelsea Lately.
Apareció en Paul Blart Mall Cop, Paul Blart: Mall Cop 2 y en la serie web de comedia Dusty Peacock en Crackle. Valentine también apareció como George Bannister en las películas The Dog Who Saved Christmas (2009), The Dog Who Saved Christmas Vacation (2010) y The Dog who Saved Halloween (2011). También interpretó a Maury en la comedia de 2009 The Deported.
Fue coanfitrión de The X Show. Más recientemente, Valentine fue productora ejecutiva de la serie de televisión, The Bachelor Chronicles.
De 2016 a 2018, Valentine coprotagonizó la comedia de CBS Kevin Can Wait.

## Filmografía

### Películas
| Año  | Título                              | Papel               | Notas        |
| ---- | ----------------------------------- | ------------------- | ------------ |
| 2001 | Velocity Rules                      | Stunner             | Cortometraje |
| 2003 | Stuck on You                        | Wes                 |              |
| 2007 | I Now Pronounce You Chuck and Larry | Karl Eisendorf      |              |
| 2009 | Paul Blart: Mall Cop                | Cantante de karaoke |              |
| 2009 | The Deported                        | Maury               |              |
| 2010 | Hosed                               | Smitty              | Cortometraje |
| 2011 | Zookeeper                           | Chico de la pizza   |              |
| 2011 | Poolboy: Drowning Out the Fury      | Oficial Murdock     |              |
| 2011 | The Dog Who Saved Halloween         | George Bannister    |              |
| 2011 | Jack and Jill                       | Dallas              |              |
| 2012 | Wrong                               | EMT                 |              |
| 2012 | Here Comes the Boom                 | Eric Voss           |              |
| 2012 | The Dog Who Saved the Holidays      | George Bannister    |              |
| 2015 | The Dog Who Saved Summer            | George Bannister    |              |
| 2015 | Paul Blart: Mall Cop 2              | Saul Gundermutt     |              |
| 2022 | Home Team                           | Mitch Bizone        |              |
| 2023 | Grumpy Old Santa                    | Spike               |              |

### Televisión
| Año       | Título                               | Papel                       | Notas                                           |
| --------- | ------------------------------------ | --------------------------- | ----------------------------------------------- |
| 1999–2007 | The King of Queens                   | Danny Heffernan             | 81 episodios                                    |
| 2007      | Alive N' Kickin'                     | Gary                        | Película de televisión                          |
| 2009      | The Dog Who Saved Christmas          | George Bannister            | Película de televisión                          |
| 2010      | The Dog Who Saved Christmas Vacation | George Bannister            | Película de televisión                          |
| 2011      | Men of a Certain Age                 | Jugador en la mesa de dados | "Let the Sunshine In" (temporada 2: episodio 6) |
| 2014      | Fargo                                | Deputy Knudsen              | 5 episodios                                     |
| 2016–2018 | Kevin Can Wait                       | Kyle Gable                  | Protagonista                                    |